# Heinrich Richter (Schauspieler)

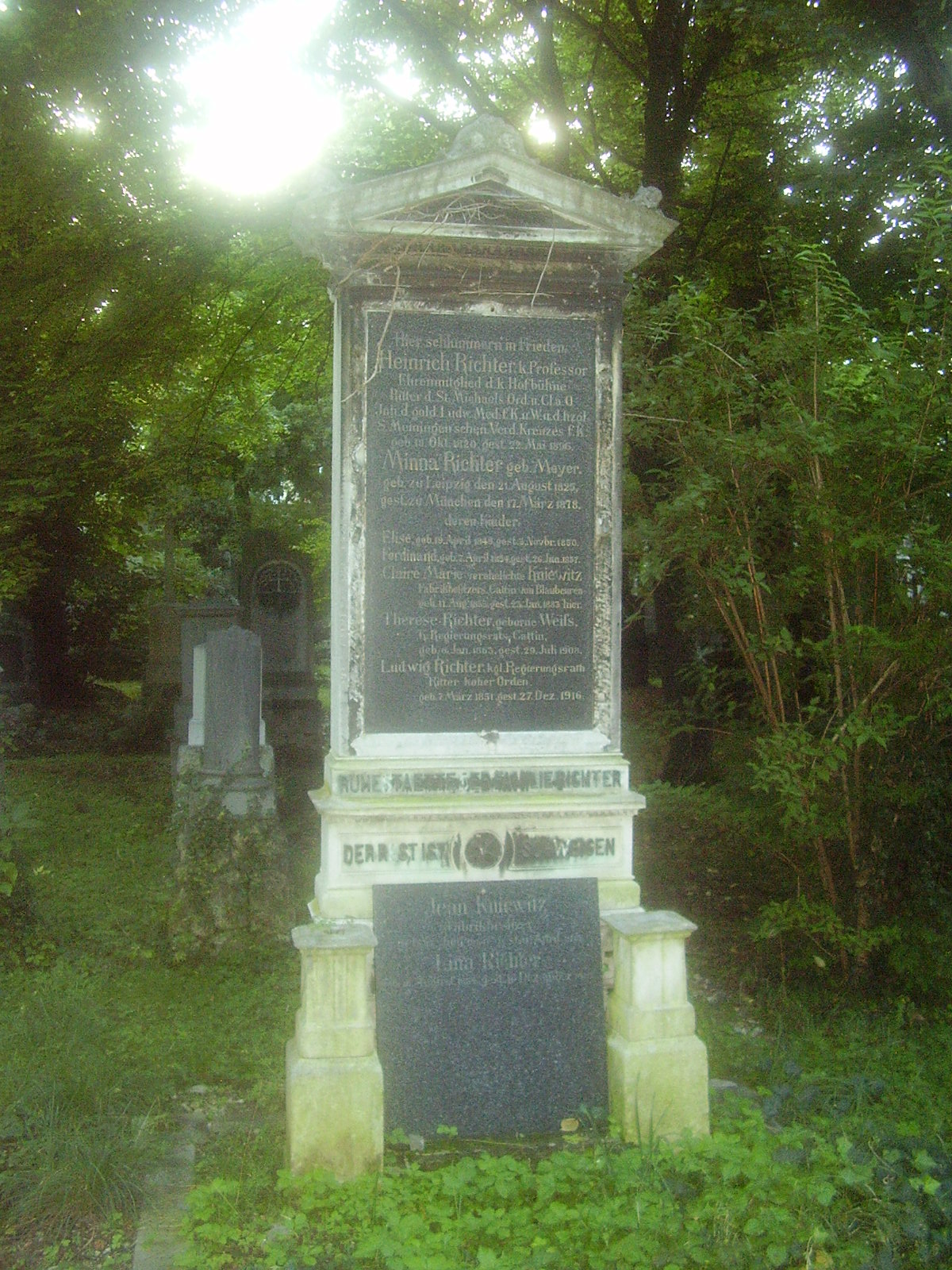
Grabstelle von Heinrich Richter

Carl Johann Georg Heinrich Richter (* 18. Oktober 1820 in Berlin; † 22. Mai 1896 in München) war ein deutscher Schauspieler, Regisseur und Hochschullehrer.

## Leben

### Familie
Heinrich Richter war der älteste Sohn eines Geheimrats im Berliner Finanzministerium; die Familie stammte ursprünglich aus Ansbach. Sein Urgroßvater war zu Lebzeiten Prediger in Markt Ipsheim gewesen und sein Vater war, nachdem das seit 1791 preußische Ansbach nach der Schlacht bei Jena 1806 wieder bayrisch wurde, nach Berlin übergesiedelt. Seine Familie war mit dem Schriftsteller Jean Paul Richter verwandt.
1849 heiratete er Minna, die Tochter (* 21. August 1825 in Leipzig; † 17. März 1878 in München) des Großkaufmanns Heinrich Meyer; gemeinsam hatten sie mehrere Kinder.
Gustav Adolf Goldberg porträtierte ihn.
Heinrich Richter starb am  22. Mai 1896 im Alter von 75 Jahren und wurde auf dem Alten Südfriedhof in München beigesetzt.

### Werdegang
Heinrich Richter besuchte das Französische Gymnasium Berlin und interessierte sich bereits in dieser Zeit für die Theaterkunst und Bühnendarstellung. Ohne die Zustimmung seiner Eltern einzuholen, nahm er heimlich Unterricht beim Schauspieler und Sänger Eduard Devrient und trat als Statist auf der Bühne des Opernhauses (siehe Staatsoper Unter den Linden) in Berlin auf; auch nahm er, ohne Wissen seiner Eltern Unterricht an der Ernstschen Theaterschule und trat im Alter von sechzehn Jahren im Dezember 1836 als Till in Ernst Raupachs Der Schleichhändler im Privattheater dieser Schule auf.
Im August 1837 verließ er heimlich sein Elternhaus, um mit Ernst, dem Direktor der Theaterschule, nach Frankfurt an der Oder zu gehen und trat dort am 5. August 1837 als Holm in Müllers Schuld und am 9. August 1837 als Gustav in Louis Angelys Jugend muss austoben auf.
In Posen lernte er Auguste Crelinger kennen und trat dort, auf ihre Empfehlung hin, am 1. Januar 1839 sein erstes Engagement an und debütierte am 13. Januar 1839 als Eduard in August von Kotzebues Das Epigramm. 1841 ging er von Posen nach Rostock und im selben Jahr nach Bremen; 1842 trat er am Hamburger Stadttheater auf.
Im Februar 1843 schloss er mit dem Stadttheater (siehe Schauspiel Leipzig) in Leipzig einen Vertrag und erhielt kurz darauf ein Angebot am Wiener Hofburgtheater auf Engagement zu spielen und nahm dieses Angebot sofort an. Er trat dort als Gast als der Jüngere von Wildenberg in Ernst Raupachs Die Geschwister am 8. Mai 1843 und am 14. Mai 1843 als Max Piccolomini in Wallensteins Tod auf; sein Erfolg in dieser Lieblingsrolle des Regisseurs Karl Fichtner führte zu seinem Engagement, obwohl Direktor Franz Ignaz von Holbein eine Konventionalstrafe in Höhe von 100 Louis d’or zahlen musste, um die Verpflichtungen von Heinrich Richter am Leipziger Stadttheater zu lösen. Die Regisseure Karl Fichtner, Heinrich Anschütz, Ludwig Löwe, Carl von La Roche und Joseph Koberwein (1774–1857) sorgten später für eine gründliche Ausbildung des jungen Schauspielers. Vom 8. Mai 1843 bis zum 30. Juni 1844 trat Heinrich Richter 117 im Hofburgtheater auf. 1844 bat er um seine Entlassung, die ihm nur widerwillig gewährt wurde.
Am 9. August 1844 trat er als Don Carlos, nach einer vollständigen Renovierung des Stadttheaters (siehe Altes Theater (Leipzig)), in einer Sondervorstellung in Leipzig auf. Einige Monate später, als die neu eingerichtete Gasbeleuchtung versagte und sich eine Panik auszubrechen drohte, hielt Heinrich Richter in völliger Dunkelheit eine längere Rede und konnte damit das Publikum beruhigen, bis diese das Haus verlassen konnte. 1845 sprach er das Festgedicht anlässlich der Abschiedsfeier bei der Entlassung von Albert Lortzing.
Im Mai 1847 trat er zu einem Gastspiel mehrmals in Berlin auf, unter anderem, auf Befehl von König Friedrich Wilhelm IV., auch zweimal zu einer Vorstellung im Neuen Palais. Nach seiner Rückkehr nach Leipzig trat er, gemeinsam mit seinem Wiener Adoptivvater Heinrich Anschütz, der ein Gastspiel in Heinrich IV., Teil 1 und in König Lear gab, auf.
Anfang 1849 erhielt er von der Münchener Hoftheater-Intendanz (siehe Nationaltheater (München)) das Angebot zu einem Gastspiel- und Engagements-Vertrag, darauf trat er am 20. März 1849 als Arthur in Ein Arzt und als Richard in Richards Wanderleben, bearbeitet von Johann Georg Kettel, (1789–1862) auf, worauf Don Carlos und Mortimer als letzte Gastrollen folgten. Nach diesen Gastspielen erhielt er ein Engagement, dass er am 1. August 1849 antrat; zwei Tage später spielte er unter der Intendanz von August von Frays und der Regie Friedrich Dahns wieder den Arthur und am 10. August den Ferdinand in Kabale und Liebe.
Im Juli 1851 trat er mit seinem ehemaligen Lehrer Eduard Devrient in München auf und im Januar 1856 spielte er als Joseph in Deborah, und im Dezember 1856 gemeinsam mit Adele Spitzeder als Partnerin.
Heinrich Richter blieb in München trotz verschiedener Anwerbungsversuche durch das Berliner Königliche Schauspielhaus.
Er spielte in München unter anderem vor den Königen Ludwig I. und Max II., die ihn bei der Gelegenheit persönlich auszeichneten.
Am 22. Dezember 1859 wurde er wirklicher Regisseur und war nach der Demission von Friedrich Dahn auch der Einzige. Am 1. Januar 1862 wurde er künstlerischer Beirat des neuen Intendanten Wilhelm Schmitt (1815–1871). Aufgrund der hohen Arbeitsbelastung wurde im Juni 1864 Ernst Possart als weiterer Regisseur angestellt; er überließ ihm später die Stelle des Direktors der Königlichen Schauspiele und dieser wurde dadurch sein letzter Chef.
Anlässlich seines Regierungsantritts erteilte ihm Ludwig II. 1864 seine erste Audienz.
Aufgrund einer Bühnenverletzung, die er sich im März 1865 als Holkischer reitender Jäger in Wallensteins Lager zuzog, musste er mit einigen Unterbrechungen, sieben Monate pausieren. In dieser Zeit kam er auch, anlässlich der ersten Aufführung von Tristan und Isolde vorübergehend in eine Beziehung zu Richard Wagner. Er saß nach der Premiere bei einem Souper an der Seite von Richard Wagner, der ihn sehr schätzte. Als dieser ihn fragte, was er vom Tristan halte, bekannte er offen, dass ihm Der fliegende Holländer, Tannhäuser und Lohengrin lieber, weil verständlicher seien. Darauf habe Richard Wagner entrüstet geantwortet, wenn Sie solche Ansichten entwickeln, kann ich überhaupt nicht mehr mit ihnen reden und sprach ihn nie mehr an.
1865 überzeugte er den Vater von Philomene Hartl-Mitius, das diese als Schauspielerin eine Zukunft habe, worauf sie unter anderem von Klara Ziegler für die Bühne ausgebildet wurde.
Er sah 1866 Karl Häußer in Mainz spielen und holte diesen an das Hoftheater München.
1867 trat er zu einem Gastspiel in Frankfurt am Main auf.
Am 12. Januar 1868 übernahm Karl von Perfall die Intendanz am Hoftheater in München. Ludwig II. schätzte seine schauspielerischen Fähigkeiten besonders hoch ein und bot ihm verschiedene Orden, Titel, Adel und Geld. Heinrich Richter lehnte jedoch alle Angebote ab mit der Bemerkung, Majestät, ich habe nur meine Pflicht getan.
Am 17. Juli 1870 sprach er, nach der Mobilisierung der Bayerischen Armee, in Anwesenheit des preußischen Kronprinzen Wilhelm, den Ersten Holkischen Jäger in Wallensteins Lager; die Königlichen Separatvorstellungen, gingen auf den 14. Oktober 1871 zurück, hierbei trat Ludwig II. auch menschlich näher an Heinrich Richter heran, auf dessen vornehme Gesinnung er baute. Nebst zahlreichen Geschenken, Zuschriften und Bildern wurde er, als einer der ersten, am 10. Januar 1873 mit der neu geschaffenen Goldenen Medaille für Kunst und Wissenschaft (siehe Ludwigsmedaille) ausgezeichnet.
Auf seinen Vorschlag hin, wurde Magda Irschick 1875 als Hofschauspielerin nach München berufen und auf seinen Rat hin, schlug Cäsar Beck die Bühnenlaufbahn ein.
1876 erhielt er den Auftrag, das Drama El major Alcalde el Rey von Felix Lope de Vega aus dem Spanischen für den König zu bearbeiten. Er verschmolz dieses Stück mit zwei gleichartigen und seine Bearbeitung wurde unter dem Titel Der beste Richter ist der König wurde darauf am 31. Oktober 1876 in einer Privatvorstellung für den König gegeben und am 2. November 1876, mit Richard Heinrich als Nuno wiederholt; an die Öffentlichkeit gelangte das Stück nicht.
Er übersetzte und bearbeitete auch verschiedene Stücke von Molière, unter anderem Der eingebildete Kranke, Die gelehrten Frauen, Der Arzt wider Willen und Der bürgerliche Edelmann.
Nach dem Tod seiner Ehefrau nahm er 1878 das Angebot einer Lehrstelle in der Dramatischen Abteilung der Königlichen Musikschule (siehe Hochschule für Musik und Theater München) in München an und blieb bis zu seinem Lebensende in diesem Lehramt als dramatischer Lehrer. Sein Nachfolger wurde sein ehemaliger Schüler Richard Stury (1859–1928).
Zu seinen weiteren Schülern gehörten unter anderem die späteren Sänger Karl Kopp (1854–1917), Heinrich Gärtner sowie die Schauspieler Otto Eggerth, Max Bayrhammer und Maria Grimm-Einödshofer.
Bei den Musterspielen im Jahr 1880 spielte er verschiedene Rollen, unter anderem Sultan Saladin, den Geist von Hamlets Vater, den Odoardo Galotti, den Kammerdiener in Kabale und Liebe und den Pastor Seebach in Die Jäger.
An seinem sechzigsten Geburtstag spielte er den Thoas in der Iphigenie auf Tauris von Johann Wolfgang von Goethe. Als im Juni 1881 Joseph Lewinsky aus Wien kam, um in Friedrich Schillers Die Räuber den Franz Moor zu spielen, gab Heinrich Richter zum ersten Mal den alten Moor und behielt die Rolle bis zuletzt bei.
Am 11. Juni 1893 betrat er als General von Klebs in Der Hüttenbesitzer von Georges Ohnet zum letzten Mal die Bühne.
Er wurde am 1. Januar 1894 er als Regisseur und darstellender Künstler pensioniert und zum Ehrenmitglied der Königlichen Hofbühne mit dem bleibenden Titel eines Königlichen Professors ernannt. Er war an 7.466 Abenden in 584 verschiedenen Stücken und 678 verschiedenen Rollen aufgetreten. An 131 Abenden gastierte er und war an 139 Königlichen Separatvorstellungen beteiligt; an den geheimen Abenden kamen 56 verschiedene Stücke zur Aufführung, die letzte war am 12. Mai 1885.
Er pflegte eine Freundschaft mit Albert Lortzing.
Seinen Nekrolog verfasste der österreichische Schriftsteller Alfred Mensi von Klarbach.

## Ehrungen und Auszeichnungen
Heinrich Richter erhielt 1873 die Goldene Ludwigsmedaille und war ein Ritter des Ordens vom Heiligen Michael.